# Determinazione del sesso
La determinazione del sesso di un essere vivente può derivare sia dal patrimonio cromosomico individuale (ereditarietà), sia dalle condizioni ambientali in cui si sviluppa.
Nelle specie dioiche, ad esempio, il sesso di un individuo non è necessariamente una caratteristica ereditaria: basta pensare ai coccodrilli in cui il rapporto numerico tra i sessi dipende dalla temperatura ambientale. Anche nei casi in cui il sesso è determinato al momento della fecondazione, esso spesso dipende da geni dispersi nel genoma.
La determinazione cromosomica del sesso comporta invece la presenza di cromosomi sessuali, o eterosomi (mentre gli altri sono detti autosomi) che sono tra loro omologhi (agli effetti della segregazione) ma diversi per forma e dimensioni.
Lo studio della meiosi ha consentito di scoprire la ripartizione dei cromosomi sessuali (allosomi o eterosomi) nei gameti dei due sessi.

## Mammiferi
Nei mammiferi la determinazione sessuale avviene nell'istante della fecondazione.
Nei Mammiferi, gli eterosomi sono:
- l'X, di normali dimensioni e contenente molti geni non correlati alla riproduzione (v. caratteri legati al sesso);
- l'Y, molto più piccolo e nel quale non è ben assodato se vi siano anche altri geni strutturali oltre quelli determinanti il sesso maschile.

Una femmina possiede due cromosomi X, un maschio un X e un Y (questo è valido per la quasi totalità dei mammiferi, tra le eccezioni per esempio l'ornitorinco). Tutte le uova porteranno quindi un cromosoma X, per cui quello femminile è il sesso omogametico, mentre metà degli spermatozoi porterà l'X e metà l'Y, essendo quello maschile il sesso eterogametico.
Ci aspettiamo che per ogni nascituro le probabilità di essere dei due sessi siano uguali ad 1/2. In effetti, nella specie umana, alla nascita vi è una leggera prevalenza di maschi. Ciò dev'essere dovuto ad una selezione degli spermatozoi nelle vie genitali femminili e/o ad un maggior tasso di aborti spontanei di embrioni femminili: in ogni caso è probabilmente un adattamento alla maggiore mortalità dei maschi durante lo sviluppo.
Nelle femmine si può osservare l'inattivazione del cromosoma X.

## Uccelli
Negli Uccelli la situazione è ribaltata: il sesso omogametico è il maschio (ZZ) ed è eterogametico quello femminile (ZW).

## Insetti
In molti Insetti si ha un sistema simile a quello dei Mammiferi, con femmine XX e maschi XY: il meccanismo è però diverso. Nei Mammiferi chi possiede l'Y è maschio, altrimenti si è femmina: per cui individui X0 (ossia con un solo X) hanno aspetto femminile (pur essendo sterili) e gli XXY sono maschi. Negli Insetti conta il numero delle X, con l'Y ridotto a "segnaposto": gli X0 sono maschi e gli XXY femmine.
Emblematico è il caso dunque delle api, dove l'uovo della regina matura anche se non fecondato, nel quale caso abbiamo maschi. Se fecondato abbiamo invece femmine. La differenza rispetto al caso tipico è che i maschi hanno dunque corredo cromosomico n, invece del normale 2n.